# Lista planetelor minore: 279001–280000
Aceasta este lista planetelor minore cu numerele 279001–280000.

## 279001–279100
| Denumire | Denumire provizorie | Data descoperirii | Locul descoperirii | Descoperitor(i)     |
| -------- | ------------------- | ----------------- | ------------------ | ------------------- |
| 279001 – | 2008 UK249          | 27 octombrie 2008 | Kitt Peak          | Spacewatch          |
| 279006 – | 2008 UU260          | 27 octombrie 2008 | Mount Lemmon       | Mount Lemmon Survey |
| 279019 – | 2008 UJ307          | 30 octombrie 2008 | Catalina           | CSS                 |
| 279023 – | 2008 US351          | 25 octombrie 2008 | Socorro            | LINEAR              |
| 279034 – | 2008 VQ3            | 4 noiembrie 2008  | Nazaret            | G. Muler            |
| 279037 – | 2008 VU13           | 8 noiembrie 2008  | Tzec Maun          | E. Schwab           |
| 279051 – | 2008 VE64           | 9 noiembrie 2008  | La Sagra           | OAM                 |
| 279079 – | 2008 WF92           | 24 noiembrie 2008 | Dauban             | F. Kugel            |
| 279090 – | 2008 WH131          | 19 noiembrie 2008 | Goodricke-Pigott   | R. A. Tucker        |
| 279096 – | 2008 XZ6            | 6 decembrie 2008  | Great Shefford     | P. Birtwhistle      |
| 279100 – | 2008 YW30           | 25 decembrie 2008 | Bergisch Gladbach  | W. Bickel           |

## 279101–279200
| Denumire         | Denumire provizorie | Data descoperirii  | Locul descoperirii | Descoperitor(i)        |
| ---------------- | ------------------- | ------------------ | ------------------ | ---------------------- |
| 279117 –         | 2009 KJ7            | 26 mai 2009        | Mayhill            | A. Lowe                |
| 279119 Khamatova | 2009 OY1            | 19 iulie 2009      | Zelenchukskaya     | T. V. Kryachko         |
| 279120 –         | 2009 ON10           | 26 iulie 2009      | Siding Spring      | SSS                    |
| 279131 –         | 2009 QU39           | 21 august 2009     | Sandlot            | G. Hug                 |
| 279137 –         | 2009 RQ28           | 13 septembrie 2009 | Purple Mountain    | PMO NEO Survey Program |
| 279173 –         | 2009 ST257          | 1 februarie 2003*  | Haleakala          | NEAT                   |
| 279197 –         | 2009 TZ12           | 10 octombrie 2009  | Bisei SG Center    | BATTeRS                |

## 279201–279300
| Denumire            | Denumire provizorie | Data descoperirii | Locul descoperirii | Descoperitor(i)          |
| ------------------- | ------------------- | ----------------- | ------------------ | ------------------------ |
| 279210 –            | 2009 UW40           | 17 ianuarie 2007* | Palomar            | NEAT                     |
| 279221 –            | 2009 UY91           | 25 octombrie 2009 | BlackBird          | K. Levin                 |
| 279226 Demisroussos | 2009 UR103          | 24 octombrie 2009 | Zelenchukskaya     | T. V. Kryachko           |
| 279251 –            | 2009 VD42           | 12 noiembrie 2009 | Needville          | J. Dellinger, M. Eastman |
| 279252 –            | 2009 VU44           | 14 noiembrie 2009 | Plana              | F. Fratev                |
| 279273 –            | 2009 WF1            | 17 noiembrie 2009 | Kachina            | J. Hobart                |
| 279274 Shurpakov    | 2009 WL8            | 19 noiembrie 2009 | Tzec Maun          | V. Nevski                |

## 279301–279400
| Denumire              | Denumire provizorie | Data descoperirii | Locul descoperirii | Descoperitor(i)                   |
| --------------------- | ------------------- | ----------------- | ------------------ | --------------------------------- |
| 279336 –              | 2009 YL             | 17 decembrie 2009 | Hibiscus           | N. Teamo                          |
| 279340 –              | 2009 YM6            | 17 decembrie 2009 | Tzec Maun          | D. Chestnov, A. Novichonok        |
| 279364 –              | 2010 AF60           | 13 ianuarie 2010  | Hawkeye            | Hawkeye                           |
| 279377 Lechmankiewicz | 2010 CH1            | 7 februarie 2010  | Westfield          | Astronomical Research Observatory |
| 279397 –              | 2010 DN77           | 16 februarie 2010 | Haleakala          | Pan-STARRS 1                      |

## 279401–279500
| Denumire        | Denumire provizorie | Data descoperirii  | Locul descoperirii   | Descoperitor(i)            |
| --------------- | ------------------- | ------------------ | -------------------- | -------------------------- |
| 279410 McCallon | 2010 EF144          | 1 martie 2010      | WISE                 | WISE                       |
| 279411 –        | 2010 FM6            | 16 martie 2010     | Vallemare di Borbona | V. S. Casulli              |
| 279415 –        | 2010 GM6            | 4 aprilie 2010     | Jarnac               | Jarnac                     |
| 279442 –        | 2010 RR14           | 14 octombrie 2001* | Cima Ekar            | Asiago-DLR Asteroid Survey |
| 279446 –        | 2010 RM59           | 22 octombrie 2003* | Kitt Peak            | M. W. Buie                 |
| 279456 –        | 2010 RX105          | 13 august 2004*    | Cerro Tololo         | M. W. Buie                 |
| 279489 –        | 2010 XY49           | 14 octombrie 2001* | Apache Point         | SDSS                       |
| 279491 –        | 2010 YD2            | 8 februarie 2002*  | Anderson Mesa        | LONEOS                     |
| 279497 –        | 2011 AK23           | 24 octombrie 2005* | Mauna Kea            | A. Boattini                |

## 279501–279600
| Denumire | Denumire provizorie | Data descoperirii   | Locul descoperirii | Descoperitor(i)                                     |
| -------- | ------------------- | ------------------- | ------------------ | --------------------------------------------------- |
| 279506 – | 2011 AQ55           | 24 septembrie 1973* | Palomar            | C. van Houten, I. van Houten-Groeneveld, T. Gehrels |
| 279544 – | 2011 CV23           | 19 iunie 1998*      | Caussols           | ODAS                                                |
| 279577 – | 2011 DY22           | 24 octombrie 1981*  | Palomar            | S. J. Bus                                           |
| 279578 – | 2011 DF23           | 16 martie 2004*     | Campo Imperatore   | CINEOS                                              |

## 279601–279700
| Denumire | Denumire provizorie | Data descoperirii | Locul descoperirii | Descoperitor(i)         |
| -------- | ------------------- | ----------------- | ------------------ | ----------------------- |
| 279606 – | 2011 ER24           | 22 iulie 2001*    | Ondřejov           | P. Pravec, L. Šarounová |
| 279611 – | 2011 EQ25           | 26 aprilie 2000*  | Piszkéstető        | K. Sárneczky            |
| 279617 – | 2011 EP37           | 6 august 2007*    | Lulin Observatory  | LUSS                    |

## 279701–279800
| Denumire | Denumire provizorie | Data descoperirii  | Locul descoperirii     | Descoperitor(i)                  |
| -------- | ------------------- | ------------------ | ---------------------- | -------------------------------- |
| 279723 – | 1991 RM3            | 12 septembrie 1991 | Tautenburg Observatory | F. Börngen, L. D. Schmadel       |
| 279726 – | 1993 TG30           | 9 octombrie 1993   | La Silla               | E. W. Elst                       |
| 279754 – | 1998 UB18           | 19 octombrie 1998  | Xinglong               | BAO Schmidt CCD Asteroid Program |
| 279766 – | 1999 RE3            | 6 septembrie 1999  | Višnjan Observatory    | K. Korlević                      |

## 279801–279900
| Denumire | Denumire provizorie | Data descoperirii  | Locul descoperirii | Descoperitor(i)             |
| -------- | ------------------- | ------------------ | ------------------ | --------------------------- |
| 279817 – | 2000 JA7            | 3 mai 2000         | Ondřejov           | P. Kušnirák                 |
| 279834 – | 2000 SZ181          | 19 septembrie 2000 | Kvistaberg         | Uppsala-DLR Asteroid Survey |
| 279849 – | 2000 YD8            | 21 decembrie 2000  | Eskridge           | G. Hug                      |
| 279858 – | 2001 DA48           | 19 februarie 2001  | Nogales            | Tenagra II                  |
| 279873 – | 2001 OR67           | 27 iulie 2001      | Prescott           | P. G. Comba                 |

## 279901–280000
| Denumire | Denumire provizorie | Data descoperirii  | Locul descoperirii | Descoperitor(i)       |
| -------- | ------------------- | ------------------ | ------------------ | --------------------- |
| 279916 – | 2001 RU16           | 11 septembrie 2001 | Desert Eagle       | W. K. Y. Yeung        |
| 279960 – | 2001 SK267          | 25 septembrie 2001 | Bohyunsan          | Y.-B. Jeon, B.-C. Lee |
| 279966 – | 2001 TD8            | 15 octombrie 2001  | Kleť               | Kleť                  |
| 280000   | 2001 UO152          | 23 octombrie 2001  | Socorro            | LINEAR                |